# 领事豁免
领事豁免（英語：Consular Immunity）是指依据1963年《维也纳领事关系公约》各国领事人员在所驻在国行使其领事职务时可享有的便利、特权及豁免。领事豁免权提供的保护类似于外交豁免权，但鉴于领事官员和外交官员的职能差异，这些保护并不那么广泛。例如，领事官员并不享有所驻在国在刑事管辖权上的绝对豁免，在当地法院采取行动后，他们可能因某些当地罪行而受审，而且只有在与领事职能直接相关的案件中才享有当地管辖豁免权。

## 美国案例
| 职位      | 职位               | 被逮捕或拘留     | 按普通程序 进入其住所 | 被开具交通罚单 | 被传唤为证人                            | 因非职务行为被起诉 | 家庭成员 享受豁免待遇 |
| --------- | ------------------ | ---------------- | --------------------- | -------------- | --------------------------------------- | ------------------ | --------------------- |
| 大使馆    | 外交代表           | 否               | 否                    | 是             | 否                                      | 否                 | 是                    |
| 大使馆    | 行政及技术团队成员 | 否               | 否                    | 是             | 否                                      | 否                 | 是                    |
| 大使馆    | 服务人员           | 是               | 是                    | 是             | 是                                      | 是                 | 否                    |
| 领事馆    | 职业领事人员       | 可因重罪或执行令 | 是                    | 是             | 涉及公务可免于传唤 任何情况不可强迫作证 | 是                 | 否                    |
| 领事馆    | 名誉领事人员       | 是               | 是                    | 是             | 涉及公务不可 其余案件则可               | 是                 | 否                    |
| 领事馆    | 领事馆雇员         | 是               | 是                    | 是             | 涉及公务不可 其余案件则可               | 是                 | 否                    |
| 国际 组织 | 外交衔级成员       | 否               | 否                    | 是             | 否                                      | 否                 | 是                    |
| 国际 组织 | 非外交衔级成员     | 是               | 是                    | 是             | 涉及公务不可 其余案件则可               | 是                 | 否                    |
| 国际 组织 | 后勤成员           | 是               | 是                    | 是             | 涉及公务不可 其余案件则可               | 是                 | 否                    |

### 脚注
1. 1 2 3  在涉及自卫、公共安全或防止严重犯罪行为等紧急情况下，可以施加合理的限制。
2. 1 2 3 4 5 6 7 8 9  此处列举为一般情况。但部分国家的使领馆相关人员或可依据特殊的双边协议享有更高级别的特权与豁免。
3. ↑  部分领事住所可能位于领事馆内。如遇上述情况，则警方至多可进入其住所部分，办公区域依旧受特权保护。
4. 1 2 3 4 5  少数高级职员可享受与“外交代表”相同的待遇。

### 文献
1. ↑  . 中华人民共和国国务院侨务办公室. 1963-04-24  [2024-07-03]. （原始内容存档于2024-12-14） （中文（简体））.
2. ↑  . 联合国. 1963-04-24  [2024-07-03]. （原始内容存档于2023-09-29） （中文（简体））.